# 朝鮮民主主義人民共和国応援団
朝鮮民主主義人民共和国応援団（ちょうせんみんしゅしゅぎじんみんきょうわこくおうえんだん）または北朝鮮応援団（きたちょうせんおうえんだん）とは、国際スポーツ大会に参加する朝鮮民主主義人民共和国（北朝鮮）の選手団を応援するために送り込まれる応援団で、いわゆる「北朝鮮美女応援団」や「北朝鮮美女軍団」の名で知られる。

## 概要
平壌の舞踊家と女子学生で構成されているといわれるが、大韓民国では、いわゆる『喜び組』であると指摘している。
色とりどりのチマチョゴリで着飾ったり、お揃いのスポーツウェアを着込み、「パンガプスムニダ」（嬉しいです）という歌を歌ったり、南北統一を願う発言をしたりする。だが、実際は北朝鮮選手の他国亡命を阻止するための監視団との見方もある。
規則は、髪を染めることは厳禁で、ミニスカートやジーンズも資本主義的であるとして禁止されており、風紀紊乱の規則で、結婚も禁止されている。
2002年に韓国の釜山広域市で開かれた2002年アジア競技大会では、この応援団を見学するために訪れる観客も現れ、彼女たちの宿所である萬景峰92号を記念撮影する釜山市民もいた。また、同応援団の一人と韓国人記者の恋愛が描かれた、韓国ドラマ「新七夕物語」がある。